# Ophiogomphus morrisoni
Ophiogomphus morrisoni är en trollsländeart som beskrevs av Selys 1879. Ophiogomphus morrisoni ingår i släktet Ophiogomphus och familjen flodtrollsländor. Inga underarter finns listade i Catalogue of Life.